# Chan Sze Kit
Chan Sze Kit es un deportista hongkonés que compitió en esgrima en silla de ruedas. Ganó cinco medallas en los Juegos Paralímpicos de Verano en los años 1992 y 1996.

## Palmarés internacional
| Juegos Paralímpicos | Juegos Paralímpicos      | Juegos Paralímpicos | Juegos Paralímpicos  |
| Año                 | Lugar                    | Medalla             | Prueba               |
| ------------------- | ------------------------ | ------------------- | -------------------- |
| 1992                | Barcelona (España)       | Medalla de plata    | Sable individual 2   |
| 1992                | Barcelona (España)       | Medalla de plata    | Florete individual 2 |
| 1992                | Barcelona (España)       | Medalla de plata    | Florete por equipos  |
| 1996                | Atlanta (Estados Unidos) | Medalla de oro      | Florete por equipos  |
| 1996                | Atlanta (Estados Unidos) | Medalla de plata    | Sable por equipos    |